# Verbec
Verbec je priimek več znanih Slovencev:
- Aleksander Verbec (~1612—?), zdravnik
- Andrej Verbec (1602—?), pravnik
- David Verbec (1577—1644), zdravnik in renesančni mislec
- Janez Krstnik Verbec (mlajši) (1633—1675), zdravnik, deželni fizik
- Janez Krstnik Verbec (starejši) (1556—1639), lekarnar in župan Ljubljane
- Janez Štefan Verbec (~1600—?), teolog
- Krištof Verbec (?—1616), lekarnar
- Mihael Verbec (?—~1590), lekarnar
- Vinko (Venčeslav) Verbec (1928—1978), sindikalni in politični delavec